# Campionat xilè de futbol

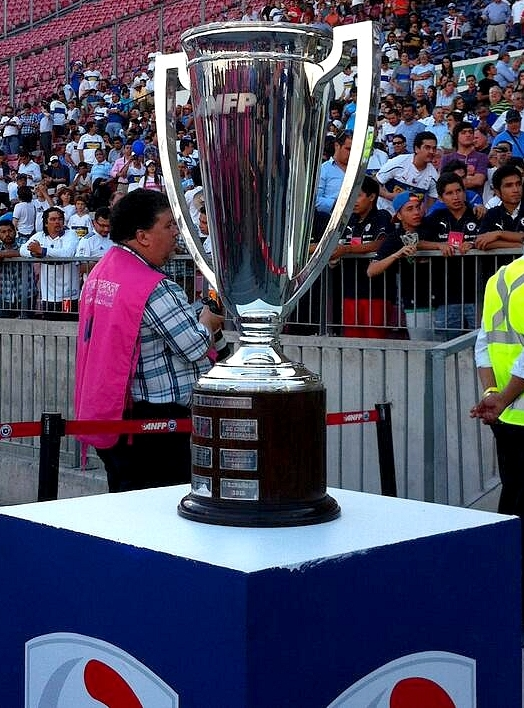
Trofeu de lliga.

La lliga xilena de futbol (o campionat xilè de futbol) és la màxima competició futbolística del país. És organitzat per la Federació de Futbol de Xile.

L'any 1933, vuit grans clubs xilens del moment, Unión Española, Badminton, Club Social y Deportivo Colo-Colo, Audax Italiano, Green Cross, Morning Star, Magallanes i Santiago National F.C., fundaren la Liga Profesional de Football de Santiago (LPF) el 31 de maig de 1933. El nou organisme fou reconegut per la Federació de Futbol de Xile el 2 de juny de 1933.
La primera edició de la competició professional va ser disputada pels vuit equips fundadors i va ser guanyada pel Magallanes després de derrotar el Colo-Colo en un partit decisiu. L'any següent, segons la disposició de la Federació de Futbol de Xile, la Lliga Professional va tornar a integrar-se amb l'AFS. Com a part de les negociacions per a la re-unificació, quatre equips de l'AFS, a saber, Club Deportivo Ferroviarios, Carlos Walker, Deportivo Alemán i Santiago F.C., s'unirien a la competició professional de 1934. A més, també es va decidir que els últims sis equips de la competició de 1934 serien eliminats per formar la nova segona divisió el 1935. El títol de l'edició ampliada de 1934 va ser novament adjudicat pel Magallanes, que va guanyar 10 dels 11 partits d'aquell any.

## Resultats

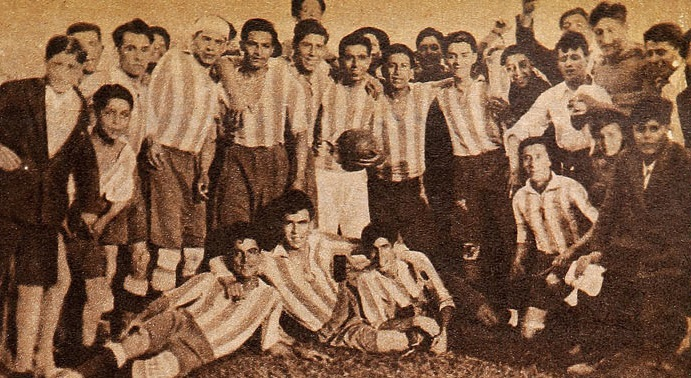
Deportes Magallanes campió el 1933.

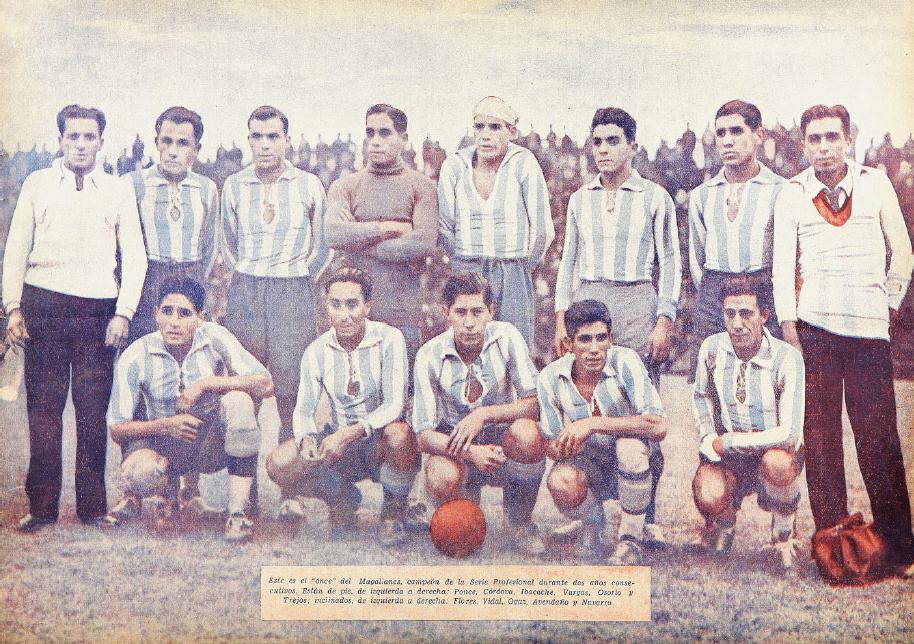
Deportes Magallanes campió el 1935.

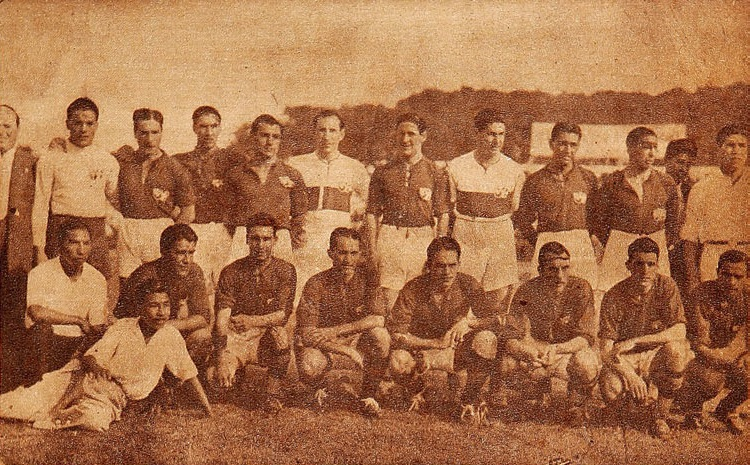
Audax Italiano campió el 1936.

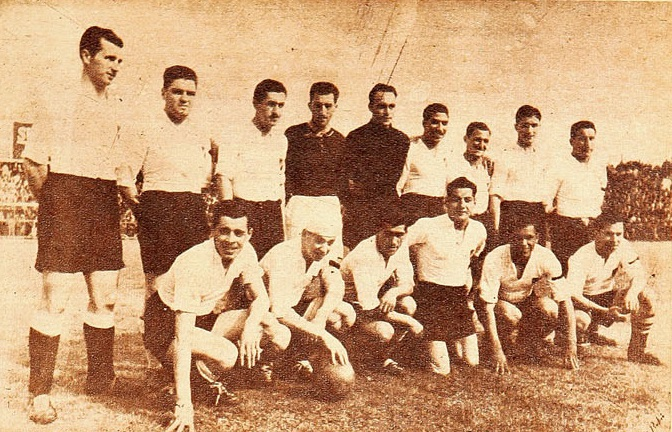
Club Social y Deportivo Colo-Colo campió el 1937.

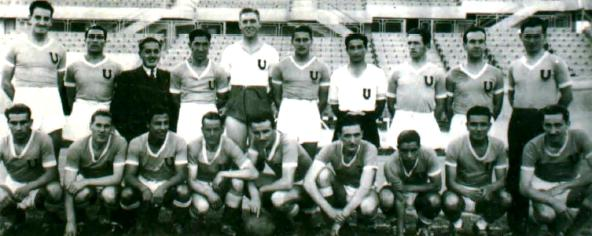
Universidad de Chile campió el 1940.

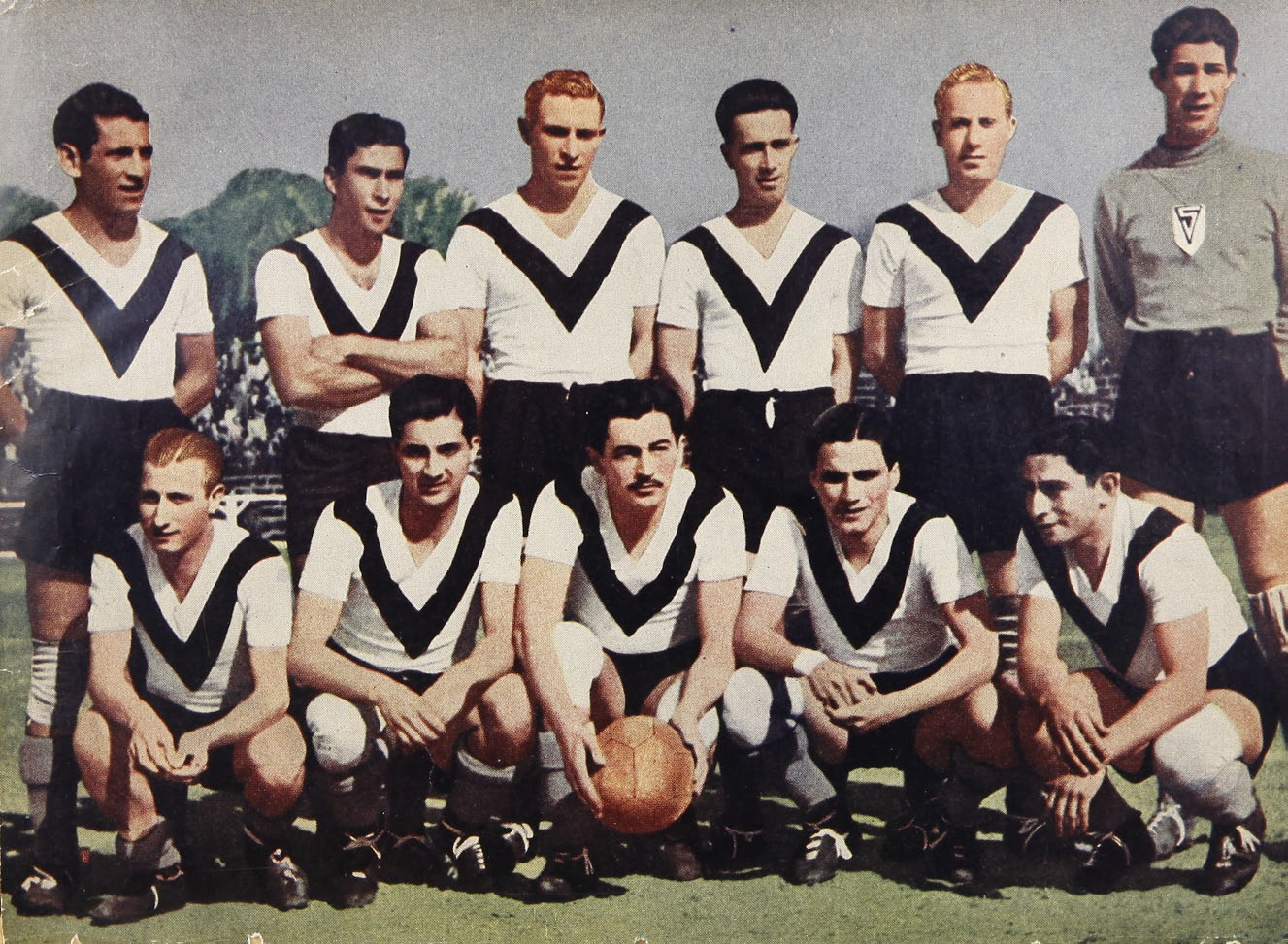
Santiago Morning campió el 1942.

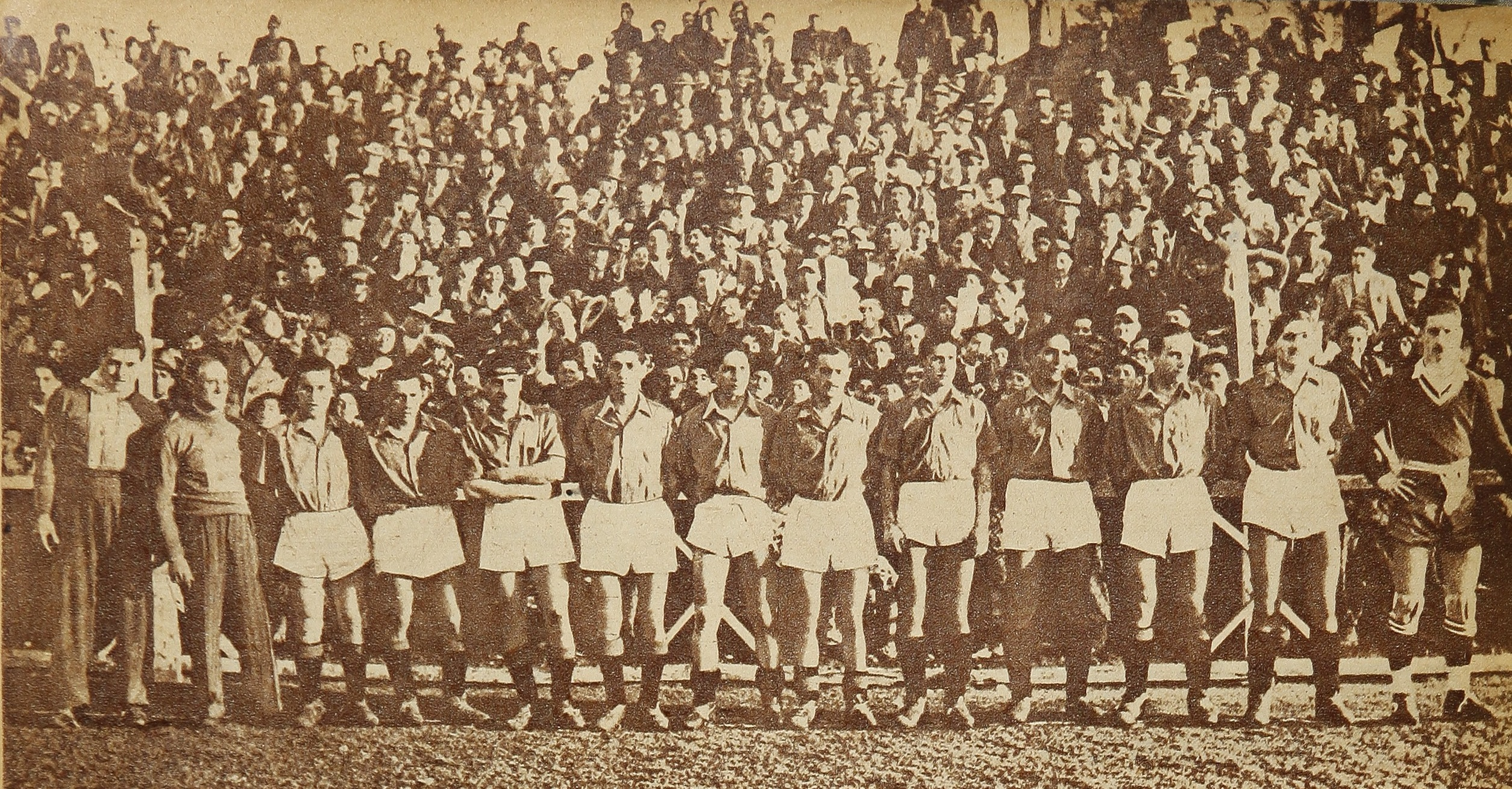
Unión Española campió el 1943.

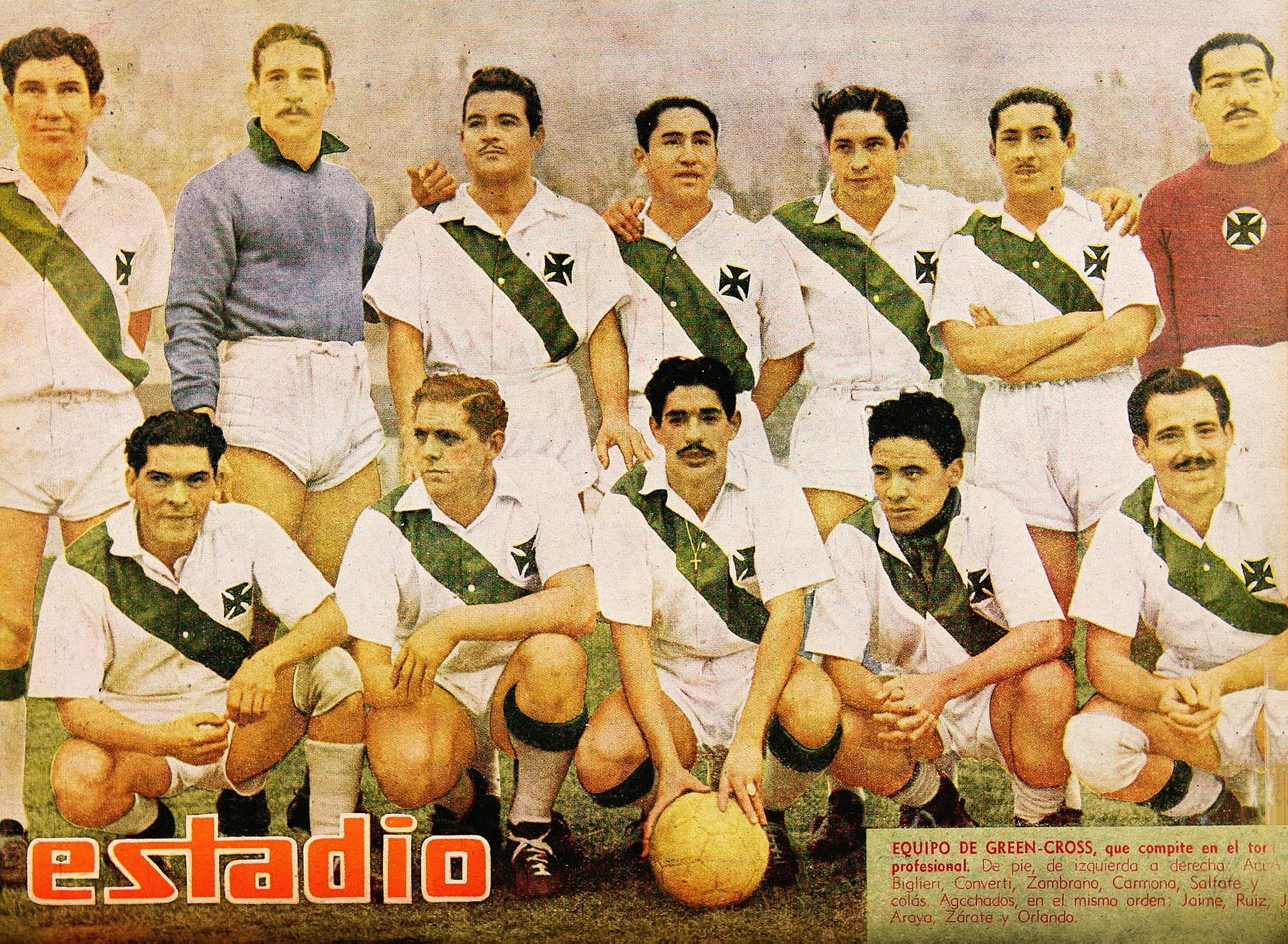
Green Cross campió el 1945.

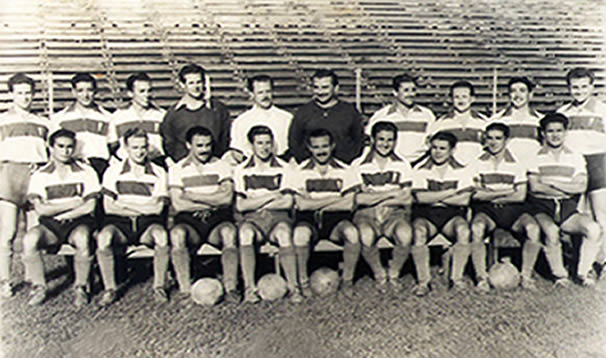
Universidad Católica campió el 1949.

Everton campió el 1950.

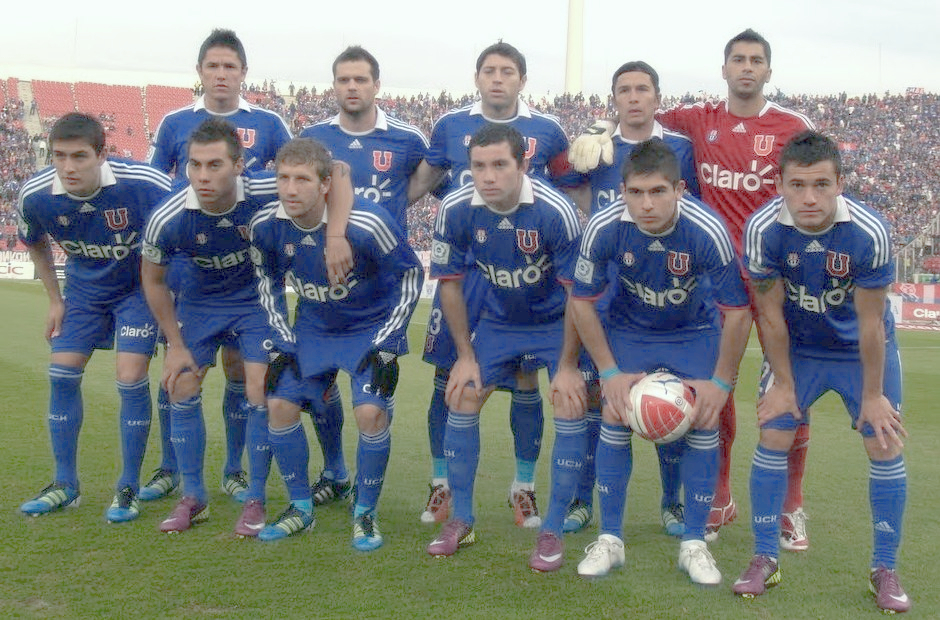
Universidad de Chile campió el 2011.

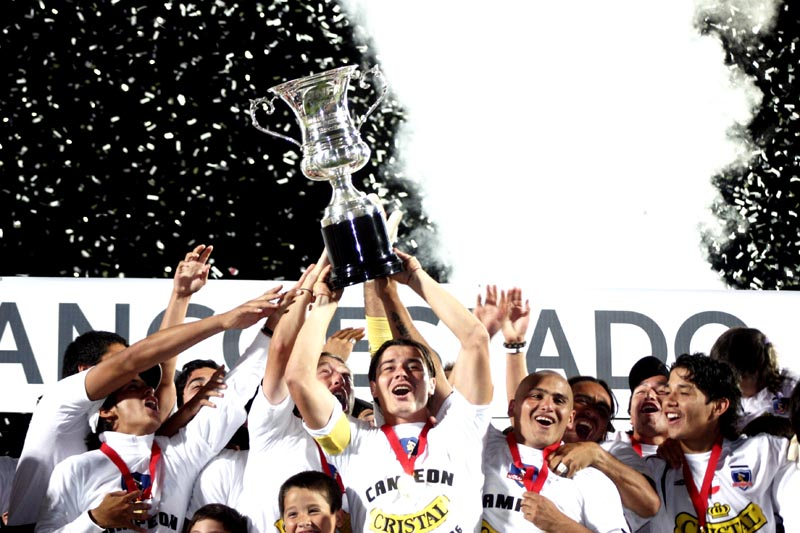
El Colo-Colo aixeca la copa del torneig de Clausura 2006.

Font: rsssf.com
| Temporada | Temporada | Campió                    | Finalista                 | Golejador |
| --------- | --------- | ------------------------- | ------------------------- | --- |
| 1933      | 1933      | Magallanes (1)            | Colo-Colo                 | Luis Carvallo (Colo-Colo; 9 gols)                                                                                          |
| 1934      | 1934      | Magallanes (2)            | Audax Italiano            | Carlos Giuduce (Audax Italiano; 19 gols)                                                                                   |
| 1935      | 1935      | Magallanes (3)            | Audax Italiano            | Aurelio Domínguez (Colo-Colo; 12 gols) · Guillermo Ogaz (Magallanes; 12 gols)                                              |
| 1936      | 1936      | Audax Italiano (1)        | Magallanes                | Hernán Bolaños (Audax Italiano; 14 gols)                                                                                   |
| 1937      | 1937      | Colo-Colo (1)             | Magallanes                | Hernán Bolaños (Audax Italiano; 16 gols)                                                                                   |
| 1938      | 1938      | Magallanes (4)            | Audax Italiano            | Gustavo Pizarro (Badminton; 17 gols)                                                                                       |
| 1939      | 1939      | Colo-Colo (2)             | Santiago Morning          | Alfonso Domínguez (Colo-Colo; 32 gols)                                                                                     |
| 1940      | 1940      | Universidad de Chile (1)  | Audax Italiano            | Victor Alonso (Universidad de Chile; 20 gols) · Pedro Valenzuela (Magallanes; 20 gols)                                     |
| 1941      | 1941      | Colo-Colo (3)             | Santiago Morning          | José Profetta (Santiago National; 19 gols)                                                                                 |
| 1942      | 1942      | Santiago Morning (1)      | Magallanes                | Domingo Romo (Santiago Morning; 16 gols)                                                                                   |
| 1943      | 1943      | Unión Española (1)        | Colo-Colo                 | Luis Machuca (Unión Española; 17 gols) · Victor Mancilla Universidad Católica (17 gols)                                    |
| 1944      | 1944      | Colo-Colo (4)             | Audax Italiano            | Juan Alcantara (Audax Italiano; 19 gols) · Alfonso Domínguez (Colo-Colo; 19 gols)                                          |
| 1945      | 1945      | Green Cross (1)           | Unión Española            | Ubaldo Cruche (Universidad de Chile; 17 gols) · Hugo Giorgi (Audax Italiano; 17 gols) · Juan Zarate (Green Cross; 17 gols) |
| 1946      | 1946      | Audax Italiano (2)        | Magallanes                | Ubaldo Cruche (Universidad de Chile; 25 gols)                                                                              |
| 1947      | 1947      | Colo-Colo (5)             | Audax Italiano            | Apolonides Vera (Santiago National; 17 gols)                                                                               |
| 1948      | 1948      | Audax Italiano (3)        | Unión Española            | Juan Zarate (Audax Italiano; 22 gols)                                                                                      |
| 1949      | 1949      | Universidad Católica (1)  | Santiago Wanderers        | Mario Lorca (Unión Española; 20 gols)                                                                                      |
| 1950      | 1950      | Everton (1)               | Unión Española            | Félix Díaz (Green Cross; 21 gols)                                                                                          |
| 1951      | 1951      | Unión Española (2)        | Audax Italiano            | Rubén Aguilera (Santiago Morning; 21 gols) · Carlos Tello (Audax Italiano; 21 gols)                                        |
| 1952      | 1952      | Everton (2)               | Colo-Colo                 | René Meléndez (Everton; 30 gols)                                                                                           |
| 1953      | 1953      | Colo-Colo (6)             | Palestino                 | Jorge Robledo (Colo-Colo; 26 gols)                                                                                         |
| 1954      | 1954      | Universidad Católica (2)  | Colo-Colo                 | Jorge Robledo (Colo-Colo; 25 gols)                                                                                         |
| 1955      | 1955      | Palestino (1)             | Colo-Colo                 | Nicolás Moreno (Green Cross; 27 gols)                                                                                      |
| 1956      | 1956      | Colo-Colo (7)             | Santiago Wanderers        | Guillermo Villarroel (O'Higgins; 19 gols)                                                                                  |
| 1957      | 1957      | Audax Italiano (4)        | Universidad de Chile      | Gustavo Albella (Green Cross; 27 gols)                                                                                     |
| 1958      | 1958      | Santiago Wanderers (1)    | Colo-Colo                 | Gustavo Albella (Green Cross; 23 gols) · Carlos Verdejo (La Serena; 23 gols)                                               |
| 1959      | 1959      | Universidad de Chile (2)  | Colo-Colo                 | José Benito Rios (O'Higgins; 22 gols)                                                                                      |
| 1960      | 1960      | Colo-Colo (8)             | Santiago Wanderers        | Juan Falcon (Palestino; 21 gols)                                                                                           |
| 1961      | 1961      | Universidad Católica (3)  | Universidad de Chile      | Carlos Campos (Universidad de Chile; 24 gols) · Honorino Landa (Unión Española; 24 gols)                                   |
| 1962      | 1962      | Universidad de Chile (3)  | Universidad Católica      | Carlos Campos (Universidad de Chile; 34 gols)                                                                              |
| 1963      | 1963      | Colo-Colo (9)             | Universidad de Chile      | Luis Hernán Álvarez (Colo-Colo; 37 gols)                                                                                   |
| 1964      | 1964      | Universidad de Chile (4)  | Universidad Católica      | Daniel Escudero (Everton; 25 gols)                                                                                         |
| 1965      | 1965      | Universidad de Chile (5)  | Universidad Católica      | Héctor Scandolli (Rangers; 25 gols)                                                                                        |
| 1966      | 1966      | Universidad Católica (4)  | Colo-Colo                 | Carlos Campos (Universidad de Chile; 21 gols) · Felipe Bracamonte (Unión San Felipe; 21 gols)                              |
| 1967      | 1967      | Universidad de Chile (6)  | Universidad Católica      | Eladio Zárate (Unión Española; 28 gols)                                                                                    |
| 1968      | 1968      | Santiago Wanderers (2)    | Universidad Católica      | Carlos Reinoso (Audax Italiano; 21 gols)                                                                                   |
| 1969      | 1969      | Universidad de Chile (7)  | Rangers                   | Eladio Zárate (Unión Española; 22 gols)                                                                                    |
| 1970      | 1970      | Colo-Colo (10)            | Unión Española            | Osvaldo Castro (Deportes Concepción; 36 gols)                                                                              |
| 1971      | 1971      | Unión San Felipe (1)      | Universidad de Chile      | Eladio Zárate (Universidad de Chile; 25 gols)                                                                              |
| 1972      | 1972      | Colo-Colo (11)            | Unión Española            | Fernando Espinoza (Magallanes; 25 gols)                                                                                    |
| 1973      | 1973      | Unión Española (3)        | Colo-Colo                 | Guillermo Yavar (Unión Española; 21 gols)                                                                                  |
| 1974      | 1974      | Huachipato (1)            | Palestino                 | Julio Crisosto (Colo-Colo; 28 gols)                                                                                        |
| 1975      | 1975      | Unión Española (4)        | Concepción                | Victor Pizarro (Santiago Morning; 27 gols)                                                                                 |
| 1976      | 1976      | Everton (3)               | Unión Española            | Óscar Fabbiani (Palestino; 23 gols)                                                                                        |
| 1977      | 1977      | Unión Española (5)        | Everton                   | Óscar Fabbiani (Palestino; 34 gols)                                                                                        |
| 1978      | 1978      | Palestino (2)             | Cobreloa                  | Óscar Fabbiani (Palestino; 35 gols)                                                                                        |
| 1979      | 1979      | Colo-Colo (12)            | Cobreloa                  | Carlos Caszely (Colo-Colo; 20 gols)                                                                                        |
| 1980      | 1980      | Cobreloa (1)              | Universidad de Chile      | Carlos Caszely (Colo-Colo; 26 gols)                                                                                        |
| 1981      | 1981      | Colo-Colo (13)            | Cobreloa                  | Victor Cabrera (San Luis; 20 gols) · Carlos Caszely (Colo-Colo; 20 gols) · Luis Marcoleta (Magallanes; 20 gols)            |
| 1982      | 1982      | Cobreloa (2)              | Colo-Colo                 | Jorge Luis Siviero (Cobreloa; 18 gols)                                                                                     |
| 1983      | 1983      | Colo-Colo (14)            | Cobreloa                  | Washington Olivera (Cobreloa; 29 gols)                                                                                     |
| 1984      | 1984      | Universidad Católica (5)  | Cobresal                  | Victor Cabrera (Regional Atacama; 18 gols)                                                                                 |
| 1985      | 1985      | Cobreloa (3)              | Everton                   | Ivo Basay (Magallanes; 19 gols)                                                                                            |
| 1986      | 1986      | Colo-Colo (15)            | Palestino                 | Sergio Salgado (Cobresal; 18 gols)                                                                                         |
| 1987      | 1987      | Universidad Católica (6)  | Colo-Colo                 | Osvaldo Hurtado (Universidad Católica; 21 gols)                                                                            |
| 1988      | 1988      | Cobreloa (4)              | Cobresal                  | Gustavo De Luca (La Serena; 18 gols) · Juan José Oré (Iquique; 18 gols)                                                    |
| 1989      | 1989      | Colo-Colo (16)            | Universidad Católica      | Rubén Martínez (Cobresal; 25 gols)                                                                                         |
| 1990      | 1990      | Colo-Colo (17)            | Universidad Católica      | Rubén Martínez (Colo-Colo; 22 gols)                                                                                        |
| 1991      | 1991      | Colo-Colo (18)            | Coquimbo Unido            | Rubén Martínez (Colo-Colo; 23 gols)                                                                                        |
| 1992      | 1992      | Cobreloa (5)              | Colo-Colo                 | Aníbal González (Colo-Colo; 24 gols)                                                                                       |
| 1993      | 1993      | Colo-Colo (19)            | Cobreloa                  | Marco Antonio Figueroa (Cobreloa; 18 gols)                                                                                 |
| 1994      | 1994      | Universidad de Chile (8)  | Universidad Católica      | Alberto Acosta (Universidad Católica; 33 gols)                                                                             |
| 1995      | 1995      | Universidad de Chile (9)  | Universidad Católica      | Gabriel Caballero (Deportes Antofagasta; 18 gols) · Aníbal González (Palestino; 18 gols)                                   |
| 1996      | 1996      | Colo-Colo (20)            | Universidad Católica      | Mario Véner (Santiago Wanderers; 30 gols)                                                                                  |
| 1997      | Apertura  | Universidad Católica (7)  | Colo-Colo                 | David Bisconti (Universidad Católica; 15 gols)                                                                             |
| 1997      | Clausura  | Colo-Colo (21)            | Universidad Católica      | Richart Báez (Universidad de Chile; 10 gols) · Rubén Vallejos (Puerto Montt; 10 gols)                                      |
| 1998      | 1998      | Colo-Colo (22)            | Universidad de Chile      | Pedro González (Universidad de Chile; 23 gols)                                                                             |
| 1999      | 1999      | Universidad de Chile (10) | Universidad Católica      | Mario Núñez (O'Higgins; 34 gols)                                                                                           |
| 2000      | 2000      | Universidad de Chile (11) | Cobreloa                  | Pedro González (Universidad de Chile; 26 gols)                                                                             |
| 2001      | 2001      | Santiago Wanderers (3)    | Universidad Católica      | Héctor Tapia (Colo-Colo; 24 gols)                                                                                          |
| 2002      | Apertura  | Universidad Católica (8)  | Rangers                   | Sebastián González (Colo-Colo; 18 gols)                                                                                    |
| 2002      | Clausura  | Colo-Colo (23)            | Universidad Católica      | Manuel Neira (Colo-Colo; 14 gols)                                                                                          |
| 2003      | Apertura  | Cobreloa (6)              | Colo-Colo                 | Salvador Cabañas (Audax Italiano; 18 gols)                                                                                 |
| 2003      | Clausura  | Cobreloa (7)              | Colo-Colo                 | Gustavo Biscayzacú (Unión Española; 21 gols)                                                                               |
| 2004      | Apertura  | Universidad de Chile (12) | Cobreloa                  | Patricio Galaz (Cobreloa; 23 gols)                                                                                         |
| 2004      | Clausura  | Cobreloa (8)              | Unión Española            | Patricio Galaz (Cobreloa; 19 gols)                                                                                         |
| 2005      | Apertura  | Unión Española (6)        | Coquimbo Unido            | Joel Estay (Everton; 13 gols) · Álvaro Sarabia (Puerto Montt; 13 gols) · Héctor Mancilla (Huachipato; 13 gols)             |
| 2005      | Clausura  | Universidad Católica (9)  | Universidad de Chile      | Cristián Montecinos (Concepción; 13 gols) · Gonzalo Fierro (Colo-Colo; 13 gols) · César Díaz (Cobresal; 13 gols)           |
| 2006      | Apertura  | Colo-Colo (24)            | Universidad de Chile      | Humberto Suazo (Colo-Colo; 19 gols)                                                                                        |
| 2006      | Clausura  | Colo-Colo (25)            | Audax Italiano            | Leonardo Monje (Uni. de Concepción; 17 gols)                                                                               |
| 2007      | Apertura  | Colo-Colo (26)            | Universidad Católica      | Humberto Suazo (Colo-Colo; 18 gols)                                                                                        |
| 2007      | Clausura  | Colo-Colo (27)            | Universidad de Concepción | Carlos Villanueva (Audax Italiano; 20 gols)                                                                                |
| 2008      | Apertura  | Everton (4)               | Colo-Colo                 | Lucas Barrios (Colo-Colo; 19 gols)                                                                                         |
| 2008      | Clausura  | Colo-Colo (28)            | Palestino                 | Lucas Barrios (Colo-Colo; 18 gols)                                                                                         |
| 2009      | Apertura  | Universidad de Chile (13) | Unión Española            | Esteban Paredes (Santiago Morning; 17 gols)                                                                                |
| 2009      | Clausura  | Colo-Colo (29)            | Universidad Católica      | Diego Rivarola (Santiago Morning; 13 gols)                                                                                 |
| 2010      | 2010      | Universidad Católica (10) | Colo-Colo                 | Milovan Mirosevic (Universidad Católica; 19 gols)                                                                          |
| 2011      | Apertura  | Universidad de Chile (14) | Universidad Católica      | Matías Urbano (Unión San Felipe; 12 gols)                                                                                  |
| 2011      | Clausura  | Universidad de Chile (15) | Cobreloa                  | Esteban Paredes (Colo-Colo; 14 gols)                                                                                       |
| 2012      | Apertura  | Universidad de Chile (16) | O'Higgins                 | Enzo Gutiérrez (O'Higgins; 11 gols)                                                                                        |
| 2012      | Clausura  | Huachipato (2)            | Unión Española            | Sebastián Sáez (Audax Italiano; 13 gols)                                                                                   |
| 2013      | Transició | Unión Española (7)        | Universidad Católica      | Javier Elizondo (Deportes Antofagasta; 14 gols) · Sebastián Sáez (Audax Italiano; 14 gols)                                 |
| 2013-14   | Apertura  | O'Higgins (1)             | Universidad Católica      | Luciano Vázquez (Ñublense; 11 gols)                                                                                        |
| 2013-14   | Clausura  | Colo-Colo (30)            | Universidad Católica      | Esteban Paredes (Colo-Colo; 16 gols)                                                                                       |
| 2014-15   | Apertura  | Universidad de Chile (17) | Santiago Wanderers        | Esteban Paredes (Colo-Colo; 12 gols)                                                                                       |
| 2014-15   | Clausura  | Cobresal (1)              | Colo-Colo                 | Jean Paul Pineda (Unión La Calera; 11 gols) · Esteban Paredes (Colo-Colo; 11 gols)                                         |
| 2015-16   | Apertura  | Colo-Colo (31)            | Universidad Católica      | Marcos Riquelme (Palestino; 11 gols)                                                                                       |
| 2015-16   | Clausura  | Universidad Católica (11) | Colo-Colo                 | Nicolás Castillo (Universidad Católica; 11 gols)                                                                           |
| 2016-17   | Apertura  | Universidad Católica (12) | Deportes Iquique          | Nicolás Castillo (Universidad Católica; 13 gols)                                                                           |
| 2016-17   | Clausura  | Universidad de Chile (18) | Colo-Colo                 | Felipe Mora (Universidad de Chile; 13 gols)                                                                                |
| 2017      | Transició | Colo-Colo (32)            | Unión Española            | Bryan Carrasco (Audax Italiano; 10 gols)                                                                                   |
| 2018      | 2018      | Universidad Católica (13) | Universidad de Concepción | Esteban Paredes (Colo-Colo; 19 gols)                                                                                       |
| 2019      | 2019      | Universidad Católica (14) | Colo-Colo                 | Lucas Passerini (Palestino; 14 gols)                                                                                       |
| 2020      | 2020      | Universidad Católica (15) | Unión La Calera           | Fernando Zampedri (Universidad Católica; 20 gols)                                                                          |
| 2021      | 2021      | Universidad Católica (16) | Colo-Colo                 | Gonzalo Sosa (Deportes Melipilla; 23 gols) Fernando Zampedri (Universidad Católica; 23 gols)                               |
| 2022      | 2022      | Colo-Colo (33)            | Ñublense                  | Fernando Zampedri (Universidad Católica; 18 gols)                                                                          |
| 2023      | 2023      | Huachipato (3)            | Cobresal                  | |
| 2024      | 2024      | Colo-Colo (34)            | Universidad de Chile      | |